# Rob Hall
Robert Edwin Hall  (Christchurch, 14 de janeiro de 1961 - Monte Everest, Nepal, 11 de maio de 1996) foi um montanhista nativo da Nova Zelândia, conhecido por ser o chefe de uma expedição ao Monte Everest na qual ele, um guia, e dois clientes morreram. Este acontecimento trágico deu origem ao best seller Into Thin Air, publicado no ano seguinte pelo escritor Jon Krakauer.
Rob completou os Sete Cumes em apenas sete meses, em 1990. Em 1980, ainda com apenas 19 anos, chegou à sua primeira cúpula do Himalaia, a 6.856 metros de Ama Dablam em Sola Khumbu - região de Sherpa do Nepal. Durante três anos, Hall combinou seu trabalho de fabricante de roupas e peça para escaladas com temporadas de verão como um guia e líder da equipe de resgate para o Programa de Investigação da Antártida Nova Zelândia. A sua fama como montanhista lhe permitiu criar uma empresa, chamada de Adventure Consultants, que prestava o serviço de guia e ensinava como sobreviver durante as intempéries da escalada.
Hall morreu de hipotermia durante uma nevasca quando estava próximo do pico do Everest, em 11 de maio de 1996.